# Pelarhelgon

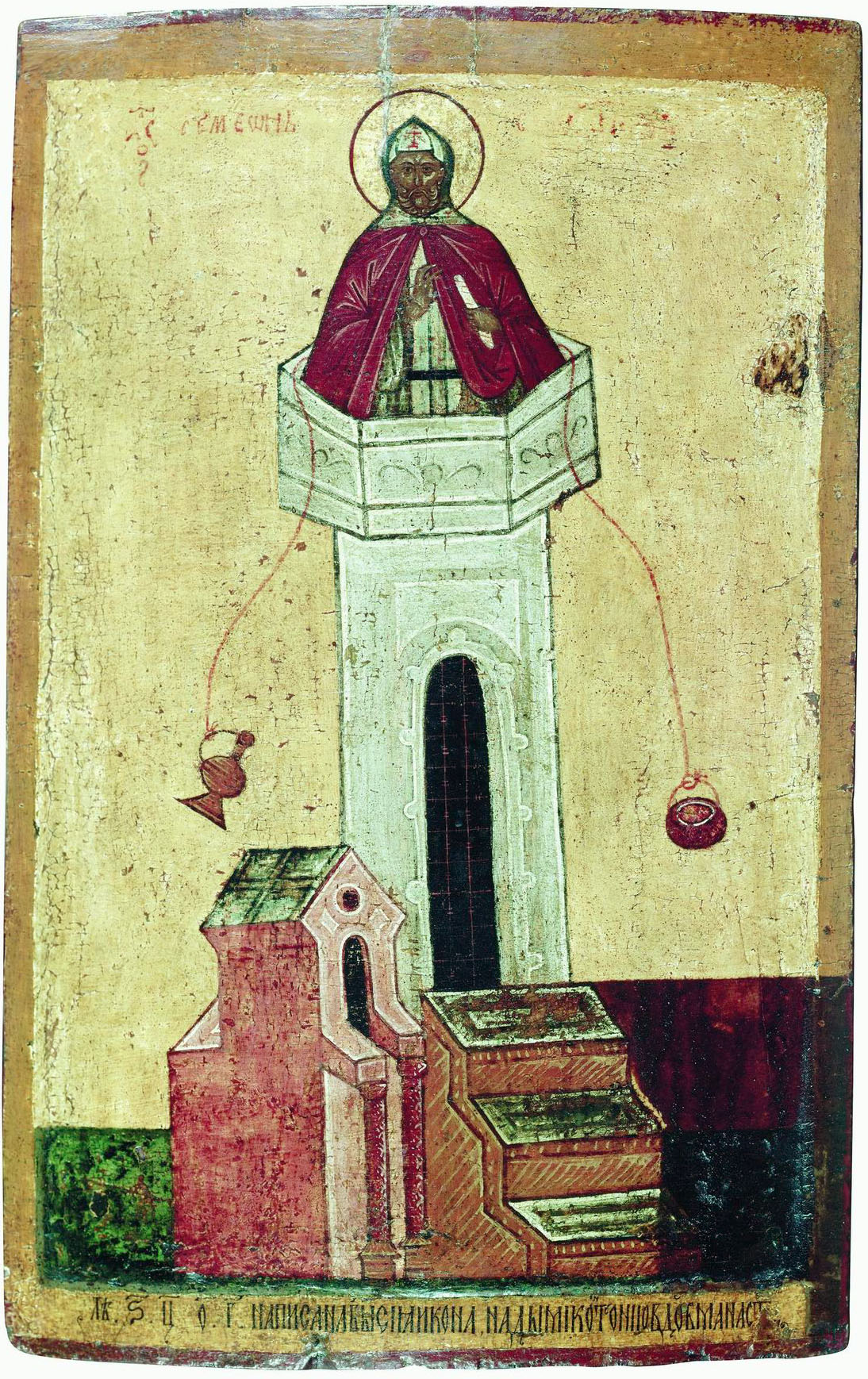
Symeon på en medeltida ikon.

Stylit eller pelarhelgon var en sorts kristen asket, särskilt i Syrien och Palestina, som under 400- och 500-talen bedrev sina botövningar uppe på en pelare som var mellan 3 och 18 meter hög. Högst upp fanns en plattform med en liten hydda och dit en stege ledde upp. Pelaren tjänade samtidigt som predikstol, eftersom styliterna ofta drog till sig besökare som lyssnade till deras förkunnelse. 
Det räknades som ett munklöfte att inte lämna pelaren. En tid var antalet pelarhelgon så stort, att de gällde som ett särskilt stånd inom den kristna kyrkan. Ett kloster byggdes ofta i närheten av en sådan pelare.

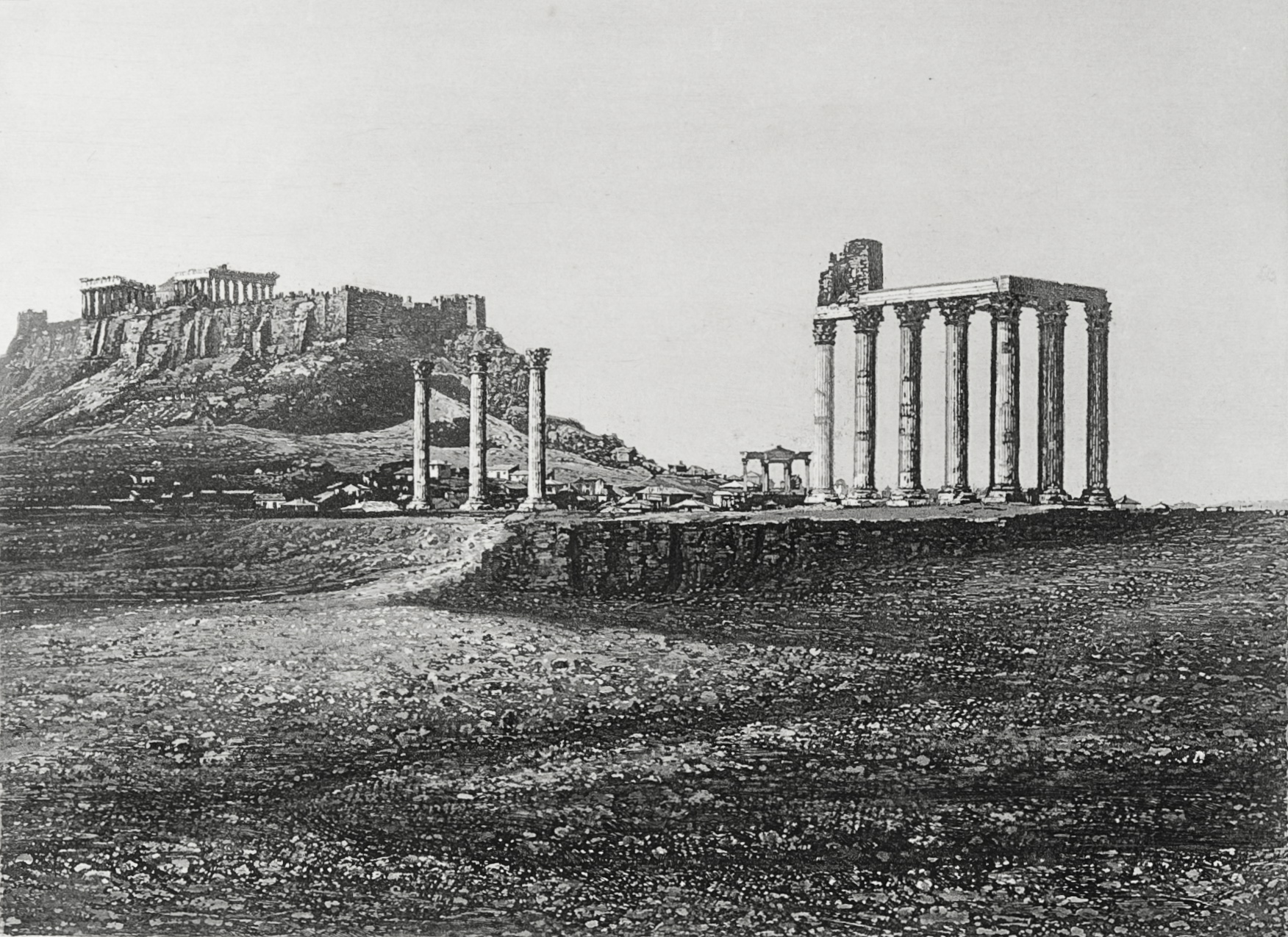
I vänstra övre hörnet av Zeustemplet vid i Athen (1839), syns en påbyggd bostad på ruinen som var ämnad för pelarhelgon.

Den mest kände är Symeon styliten.